# Prix de la presse Belfius
Les Prix de la presse Belfius sont attribués annuellement par la banque Belfius aux meilleurs reportages de l'année dans les différentes catégories de presse belge francophone, néerlandophone et germanophone.

## Historique
En 1963, le Crédit communal de Belgique crée le prix de la presse écrite. À partir de 1969, s'y ajoutent les catégories radio et télévision.
Les prix de la presse sportive et de la presse photographique voient le jour respectivement en 1978 et 1979. En 1988, à l’occasion du 25e anniversaire du prix, est fondé le prix de la presse financière et économique.
En 1996, année de la fusion du Crédit communal de Belgique avec le Crédit local de France pour former la banque Dexia, un prix spécifique pour la presse germanophone est décerné pour la première fois. En 2012,à la suite de sa reprise par l'État belge, Dexia Banque Belgique prend le nom de Belfius et le prix devient « prix de la presse Belfius ».
En 2013, les Prix de la Presse se voient dotés d’une nouvelle catégorie : le prix de la presse locale. L'édition 2014 voit, quant à elle, l'arrivée de la catégorie 'presse digitale'.

## Philosophie
Certes, son nom a changé et ses prix évolué au fil du temps. Néanmoins, l'esprit qui anime le concours est resté le même : l’objectif est en effet de récompenser les meilleurs articles et reportages de l’année dans les diverses catégories et, de la sorte, soutenir des journalistes dans leur travail, souvent réalisé dans des conditions difficiles. La participation au concours est soumise à une condition de base : seules les candidatures dont le sujet est en lien réel avec la Belgique et/ou ses habitants entrent en considération.

## Déroulement du concours
Les œuvres sont évaluées par différents pré-jurys (un par catégorie), tous composés de professionnels du monde des médias, de spécialistes, académiciens et représentants de Belfius Banque. Le jury final, constitué de représentants des pré-jurys, sélectionnera les lauréats parmi les œuvres nommées retenues. Une remise de prix sera ensuite organisée.

## Lauréats
55e édition (2017).
- Presse digitale : Sarah Frères, Jean-Christophe Guillaume, Raphaël Batista : L'armée belge aux quatre coins du monde (Dhnet.be)
- Presse locale : Sarmira Boudou, Mélanie Scheuren : Pénurie de médecins généralistes, la lutte s’organise (TV Lux)
- Presse écrite : François Brabant : Les grandes manœuvres de JMJ (Wilfried)
- Presse photo : Fred Debrock : Trump in België (De Standaard)
- Presse germanophone : Rudi Schroeder, Chantal Delhez : Risiko Atomkraft: Gespaltene Ansichten (BRF)
- Presse radio : Aline Wavreille, Jean-Marc Vierset : Chambre d'hôtes... en exil (RTBF)
- Presse Télévisée : Léa Zilber, Stéphanie De Smedt, Manon Mottard : La Voix des autres (RTBF)
- Presse économique et financière : Amandine Cloot : Dans la peau d’un forçat du clic (Le Soir)

54e édition (2016).
- Presse digitale : Jonas Legge, Jean-Christophe Guillaume, Alexis Haulot, Olivier Papegnies, Raphaël Batista, Christel Lerebourg avec ‘Les 168 heures de garde du légiste’ (lalibre.be)
- Presse locale : Marie-Noëlle Dinant avec ‘Doc de ville’ (BX1)
- Presse écrite : Céline Gautier avec ‘La maculée conception’ Médor
- Presse photo : Fred Debrock (De Standaard - DS Weekblad)
- Presse germanophone : Heinz Warny, avec ‘Damals in Ostbelgien’ (Grenz-Echo)
- Presse radio :  Arnaud Ruyssen et Patrice Hardy, avec ‘Autopsie’ (RTBF - La Première)
- Presse Télévisée : Annick Capelle, Michel Boulogne, Serge Schots en Sébastien Dubetz avec ‘Adoptions forcées’ (RTBF – La Une – Questions à la Une)
- Presse économique et financière : Christophe Charlot avec ‘UberizeME – Je me suis fait ubériser pour 2124 euros seulement’ (Trends-Tendances)

53e édition (2015).
- Presse digitale : Nicolas Becquet, Anne-Sophie Bailly, Raphael Cockx, Sophie Leroy, Danaé Malengreau, Antonin Marsac, Salim Nesba et Bastien Pechon avec 'Prof, le plus beau métier du monde. Vraiment? ' (L'Echo) [5].
- Presse locale : Chantal Notté et Guillaume Dujardin avec 'Côté cour - côté pigeon' (notélé) [6].
- Presse écrite : David Leloup avec 'Le goût amer des pilules Mithra' (Médor)[7].
- Presse photo : Roger Job  avec 'Chasseurs de dealers. La brigade des stups de Charleroi' (Paris Match Belgique).
- Presse germanophone : Marion Schmitz-Reiners avec 'Frieden in Zeiten des Terrors' (GrenzEcho, Belgieninfo.net)[8].
- Presse radio : Maxime Paquay avec 'En urgence' (RTBF - La Première - Transversales)[9].
- Presse télévisée : Danielle Welter avec 'L'obsession du prix bas' (RTBF - La Une - Questions à la Une)[9].
- Presse économique et financière : Pierre-Henri Thomas avec 'Les prophètes de malheur ont-ils raison ?' (Trends-Tendances)[10].

52e édition (2014),
- Presse digitale : Séverin Patrick, Michael De Plaen (Le Soir, RTBF-VivaCité, Télé Bruxelles et Agence Alter) avec '#SALAUDSDEPAUVRES'.
- Presse locale : Justin Ferring, Vincent Vandestrate (Télé MB) avec 'Quand la Ducasse ouvre ses portes' [13].
- Presse écrite : François Brabant (Le Vif/L'Express) avec 'L'honneur bafoué des dockers' [14].
- Presse photo : Jef Boes (De Tijd, NRC) avec 'Tricolore De Wever'.
- Presse germanophone : Roger Pint, Alain Kniebs  (BRF) avec 'Poor little Belgium - Spuren des "Großen Kriegs"' [15].
- Presse radio : Frédéric Moray (Bel RTL) avec 'De gré ou de forces. Ces Wallons qui ont combattu pour l'Allemagne' [16].
- Presse télévisée : Catherine Lorsignol, Jean De Waele (RTBF) avec 'Piégés en Syrie' [17].
- Presse économique et financière : Younes Al Bouchouari (L’Echo) avec 'Bruxelles Hong Kong Route hors taxe'.
- Prix spécial Presse économique et financière : Kristof Clerix, Xavier Counasse, Lars Bové (MO, Le Soir, De Tijd) avec 'LuxLeaks' [18].

51e édition (2013)
- Presse locale : Laurent Henrard et Jean-Marc Vierset avec ‘Tour Apollo: "Charleroi, nous avons un problème" ’ (RTBF Transversales) / Marc Lens avec 'SALK' (VRT-Radio 2 Limburg).
- Presse écrite : Olivier Bailly avec ‘Bpost, c’est comme ça au début’ (Revue Politique & L’Echo)[19] / Lars Bové et Bart Haeck avec ‘Belastingsroute België’ (De Tijd)
- Presse photo : Yves Herman avec ‘Grogne sociale en Belgique’ (Reuters).
- Presse radio : Dominique Burge avec ‘Ce que je voulais vous dire’ (RTBF-Transversales) / Katrien Vanderschoot avec ‘Vervolgverhalen’ (VRT Radio 1 - De Ochtend/Vandaag).
- Presse germanophone : Nathalie Wimmer mit 'Eingecheckt im "Problemski Hotel" & Burka, ein verschleierter Blick auf Eupen' (Grenz-Echo)[20].
- Presse télévisée : Matthieu Lietaert et Friedrich Moser avec ‘The Brussels Business’ (RTBF, ARTE & 9 autres chaînes) / Dirk Leestmans et Caroline Van den Berghe avec ‘De gestoorde procedure’ (VRT-Canvas-Panorama).
- Presse financière et économique : Nicolas Keszei avec Inside Fortis (L’Echo)[21] / Ine Renson et Bart Haeck avec ‘Hoe gezond is uw ziekenhuis?’ (De Tijd).

50e édition (2012)
- Presse locale : Stéphanie  Vandreck et Julien  Bader avec ‘Un son qui prend aux tripes’ (RTBF Radio, La Première) / Luk Dewulf et Inge Wagemakers avec ‘Exit Concentratie’ (AVS)
- Presse écrite : Annick Hovine avec ‘Gabriel, un rêve d'enfant’ (La Libre Belgique) / Maxie Eckert avec ‘Het ziekenhuisrapport / Alarm op de spoed’ (De Standaard)
- Presse radio : Baptiste Hupin et Jean-Marc  Vierset avec ‘50ième anniversaire de la frontière linguistique’ (RTBF) / Ng Sauw Tjhoi avec ‘Stadsbendes’ (VRT Radio 1)
- Presse télévisée : Anne Pirson et Philippe Palamin avec ‘Les Campagnards’ (MAtélé) / Peter Brems et Leendert Derck avec ‘De fiscus buitenspel’ (Canvas Panorama)
- Presse photographique : Colin Delfosse avec ‘Goma : voyage au cœur du chaos’ (L'Echo - De Tijd) /
- Presse financière et économique : Cécile Berthaud avec ‘L'arme du crime, c'est l'entreprise’ (L’Echo) / Lars Bové et Bart Haeck avec ‘De postbus van zeven miljard’ (De Tijd)
- Presse germanophone : Chantal Delhez avec ‘Vater unbekannt’ (BRF – Fernsehen)

49e édition (2011)
- Presse écrite : François Brabant, Di Rupo, histoire d'une marque, Le Vif/L'Express & Bart Brinckman, Peter De Lobel en Wouter Van Driessche, De Standaard
- Presse radio : Odile Leherte, Le boum des églises évangéliques, RTBF & Jens Franssen, "De Arabische Lente", VRT
- Presse télévisée : Christine Wargnies et Maxime Soyez, Les Marronniers, la défense sociale, Notélé & Phara De Aguirre, "Kom mij maar halen", VRT
- Presse photographique : Sander De Wilde, Jean-Luc Dehaene, Le Vif/L'Express
- Presse financière et économique : Olivier Bailly,  Le surendettement, Le Soir & Kris Van Hamme en Stefaan Michielsen, "Welkom in de wereld van het grote geld", De Tijd
- Presse germanophone : Norbert Meyrs, "Monseigneur Léonard", Kirchenzeitung

48e édition (2010)
- Presse écrite : David Leloup, Vaccin Anti-H1N1, Le Soir & Mark Eeckhaut, De Danneels-Tapes, De Standaard
- Presse radio : Frédéric Moray, Kigali, 2020, BEL-RTL & Lisbeth Imbo, Mea Culpa Bisschop Harpigny, Radio 1
- Presse télévisée : Adel Lassouli, Les urgentistes de la justice, RTL-TVI & Faroek Özgünes, In Guantanamo, VTM
- Presse photographique : Yves Herman, Photo de famille, Reuters
- Presse financière et économique : Arnaud Grégoire, Le bonheur brut, Blog. Le Soir.be & Ine Renson, Een spelletje roulette met de markten, De Tijd
- Presse germanophone : Achim Nelles & Dr. Herbert Ruland, Charles Dekeyser, BRF

47e édition (2009)
- Presse écrite : Hugues Dorzée, Un contrat libyen sous pression, Le Soir
- Presse radio : Jean-Christophe Adnet, RTBF (radio)
- Presse télévisée: Erik Silance, Gardiens de prison, BeTV/RTL-TVI
- Presse photographique : Olivier Papegnies, Belga
- Presse financière et économique : Philippe De Boeck et Pierre-Henri Thomas, série d’articles consacrés à la saga de la banque Kaupthing, Le Soir

46e édition (2008)
- Presse écrite francophone : Joël Matriche, Les enfants belges du Führer, Le Soir
- Presse radio : Charlotte Legrand et David Golin, Survol des zones humides, RTBF
- Presse télévisée : Dominique Burge et Michel Mees, Comment traiter les délinquants sexuels ?, Questions à la Une (RTBF)
- Presse photographique : Filip Claus, De Morgen
- Presse économique et financière : Serge Quoidbach, Voyage au cœur du subprime, L'Écho

45e édition (2007)
- Geert Spillebeen

44e édition (2006)
- Presse écrite : Sabine Verhest, La petite Pologne, La Libre Belgique & Frida Joris, Het Laatste Nieuws et Marleen Teugels et Nico Krols (Knack)
- Presse radio : François Louis et Vincent Brichet, reportage sur les éducateurs de rue, RTBF & Geert Spillebeen, Radio 1
- Presse télévisée : Sylvie Duquenoy, La carolo : suite et pas fin ?, RTBF & Chris Van den Abeele, Eric Dupain et Tom Van de Weghe, VRT
- Presse photographique : Ludo Marien, reportage réalisé lors du raid raciste d’Anvers, le 11 mai 2006, De Standaard et Wim Straetmans, VRT
- Presse financière et économique : Françoise Delstanche, Les ravages causés par la concurrence déloyale, L'Écho & Stefaan Michielsen et Michael Sephiha, De Tijd
- Presse germanophone : Emmanuel Zimmermann, Olivier Krickel et André Sommerlatte, talk show Treffpunkt, BRF

43e édition (2005)
- Hans Brockmans

…
28e édition (1990)
- Hans Brockmans